# Kawdy Mountain
Kawdy Mountain är ett berg i Kanada.   Det ligger i provinsen British Columbia, i den centrala delen av landet, 3 900 km väster om huvudstaden Ottawa. Toppen på Kawdy Mountain är 1 936 meter över havet, eller 558 meter över den omgivande terrängen. Bredden vid basen är 8,2 km. Kawdy Mountain ingår i Nazcha Hills.
Terrängen runt Kawdy Mountain är huvudsakligen kuperad, men åt nordväst är den platt. Trakten runt Kawdy Mountain är nära nog obefolkad, med mindre än två invånare per kvadratkilometer.. Det finns inga samhällen i närheten.
Omgivningarna runt Kawdy Mountain är i huvudsak ett öppet busklandskap.